# Staatsarchiv Basel-Stadt
Das Staatsarchiv Basel-Stadt in Basel hat die gesetzliche Aufgabe, die archivwürdigen Unterlagen der öffentlichen Organe des Kantons zu übernehmen, zu erschliessen, sicher aufzubewahren und für die Benützung bereitzustellen. Es unterstützt die Erforschung und Veröffentlichung des Archivguts. Organisatorisch gehört das Staatsarchiv zum Präsidialdepartement.

## Bestände
Die älteste Archivalie im Staatsarchiv, eine Klosterurkunde, geht auf das Jahr 1098 zurück. Beim Basler Erdbeben von 1356 wurde das städtische Archiv zerstört. Seither ist die Verwaltungstätigkeit in den meisten Bereichen dicht überliefert.
Die Bestände gliedern sich in folgende Gruppen:
- Das Hauptarchiv umfasst das Verwaltungsschriftgut des Kantons und seiner Rechtsvorgänger (11.–21. Jahrhundert).
- Die Nebenarchive umfassen das Schriftgut von Körperschaften öffentlichen Rechts oder von privatrechtlichen Organisationen mit öffentlichem Auftrag (12.–21. Jahrhundert).
- Die Privatarchive, die zweitgrösste Abteilung des Staatsarchivs, umfassen Nachlässe von Familien, Vereinen und Organisationen sowie von Einzelpersonen (16.–21. Jahrhundert).
- Die Bildersammlung und das Planarchiv umfassen Fotografien, Zeichnungen, Karten und Pläne unterschiedlicher Herkunft (16.–21. Jahrhundert).
- Die Sammlungen bestehen aus der Bibliothek, der Drucksachensammlung und der Zeitungsausschnittssammlung sowie einer Siegelsammlung.
- Das Bauplanarchiv umfasst die Pläne bewilligungspflichtiger Neu- und Umbauten im Kanton seit 1862.

## Recherche
Der Digitale Lesesaal bietet zahlreiche Recherchemöglichkeiten. Ausgewählte Bild- und Filmdokumente sowie rund 420'000 Seiten Schriftdokumente sind über den Archivkatalog online einsehbar. Die Bibliotheksbestände und die kantonalen Drucksachen können über den Bibliothekskatalog swisscovery durchsucht werden.

## Geschichte

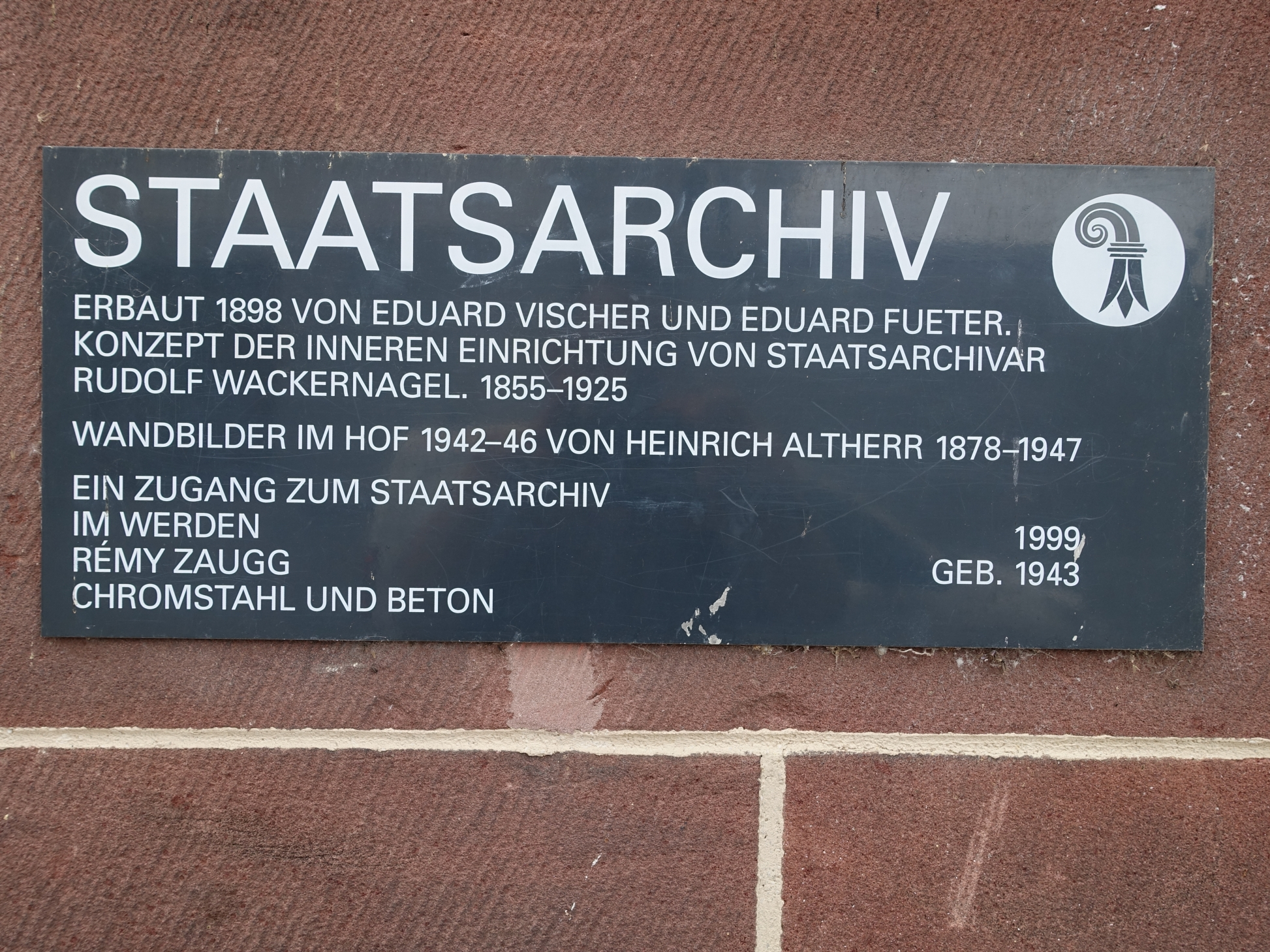
Geschichte

Die Stadt Basel besass seit dem 12. Jahrhundert eine Sammlung von Urkunden und Dokumenten. Eine durchgreifende Erneuerung erfuhr das Archivwesen Mitte des 18. Jahrhunderts. Bei der Trennung und Vermögensteilung des ehemaligen Kantons Basel 1833/1834 erhielten die beiden neuen Halbkantone Basel-Stadt und Basel-Landschaft jeweils diejenigen Akten zugesprochen, die sich ausschliesslich auf ihr Territorium bezogen. Als gemeinsames Eigentum verblieben im Staatsarchiv Basel-Stadt alle Unterlagen, die den gesamten alten Kanton Basel betrafen. 1877 wurde die Stelle eines Staatsarchivars geschaffen. Zum ersten Staatsarchivar wurde der Jurist Rudolf Wackernagel berufen. Er leitete die Neuordnung der Archivbestände, die 1904 mit der Veröffentlichung des sogenannten Repertoriums 1904 und der Einrichtung eines Planarchivs abgeschlossen wurde. 1960/1961 erfolgte der Übergang vom Pertinenz- zum Provenienzprinzip. Die Wandbilder hat Heinrich Altherr von 1942–1946 gemalt.

## Gebäude
Das Staatsarchiv wurde 1898/1899 als Erweiterung des Basler Rathauses erstellt. Es gilt als erster Archivzweckbau der Schweiz. Umbau- und Renovationsarbeiten schufen in den 1960er-Jahren vor allem mehr Magazinraum. Seit 1981 steht dem Staatsarchiv ein Aussenmagazin zur Verfügung. 1993 folgte der Bezug einer zweiten Aussenstelle.
1998/1999 wurde das Stammhaus an der Martinsgasse einer umfassenden Renovation durch die Architekten Vischer + Partner unterzogen, im Zuge derer ebenso ein Kunst-am-Bau-Auftrag an den Schweizer Konzeptkünstler Rémy Zaugg vergeben wurde. Zauggs Projekt trägt den Titel Ein Zugang zum Staatsarchiv und besteht aus 14 auf den Kieseingang aufgelegten Betonplatten, welche die Martinsgasse mit dem Kreuzgang des historischen Gebäudes über eine Art Steg verbinden. Jede einzelne dieser Bodenplatten ist mit Worten aus Chromstahl versehen, wobei diese Wort-Intarsien (DIE LUFT, DER BACH, WIRD, DAS GEHIRN etc.) auf poetische Weise die Funktion und Nutzung des Staatsarchivs als Speicher für das Wissen über die Stadt reflektieren.
Im Mai 2019 bestätigte die Stimmbevölkerung des Kantons Basel-Stadt, dass das Staatsarchiv gemeinsam mit dem Naturhistorischen Museum Basel in einen Neubau auf dem Areal des Bahnhofs Basel St. Johann ziehen soll. Das Gebäude soll ab 2021 gebaut und im 2026 bezugsbereit sein.

## Gesetzliche Grundlagen
- Gesetz über das Archivwesen (Archivgesetz), vom 11. September 1996 (GS 153.600)
- Verordnung über die Registraturen und das Archivieren (Registratur- und Archivierungsverordnung) vom 13. Oktober 1998 (GS 153.610)
- Gesetz über die Information und den Datenschutz (Informations- und Datenschutzgesetz, IDG), vom 9. Juni 2010 (GS 153.260)

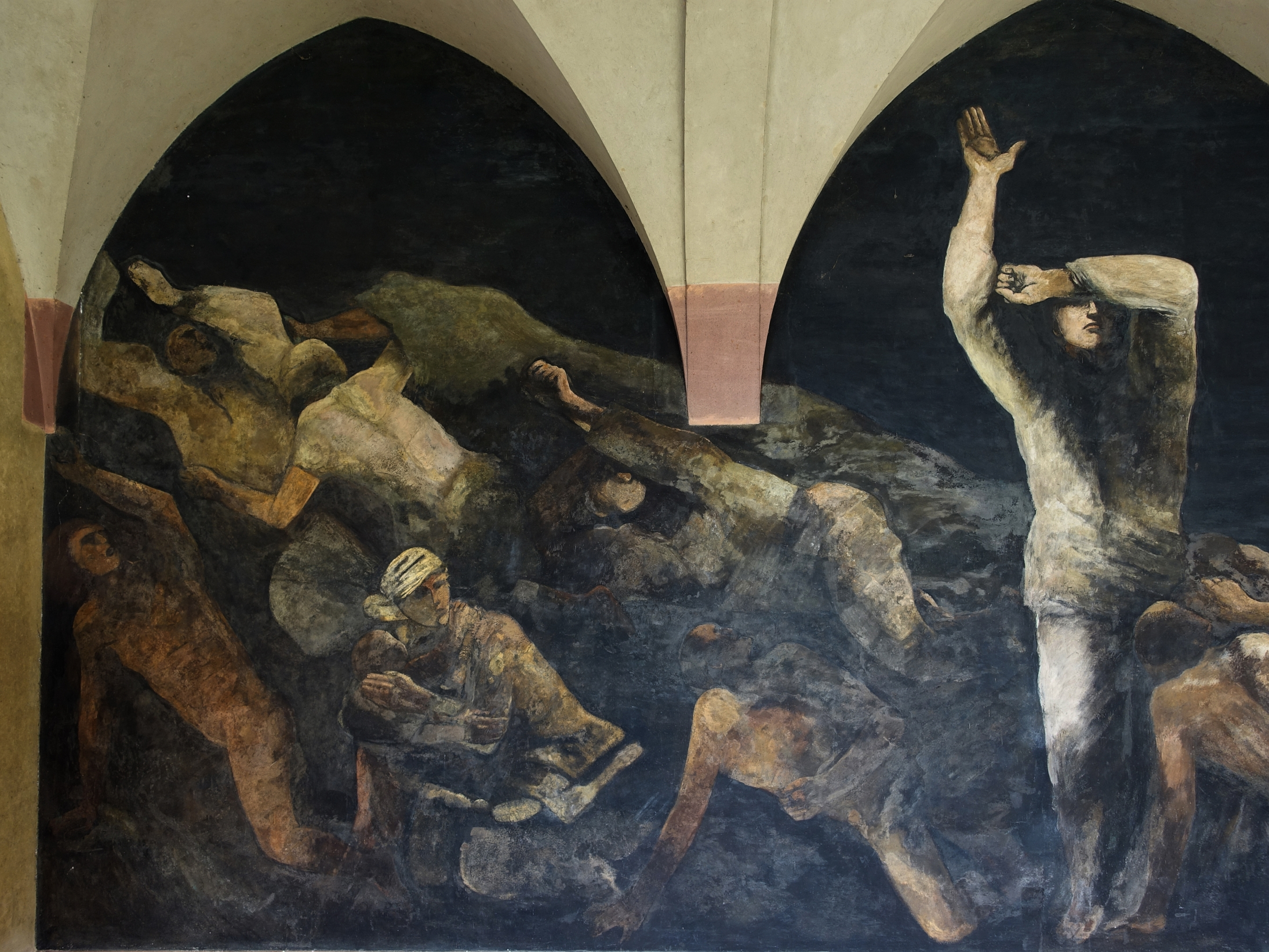
Der Unentwegte. Wandbilder im Kreuzgang von Heinrich Altherr
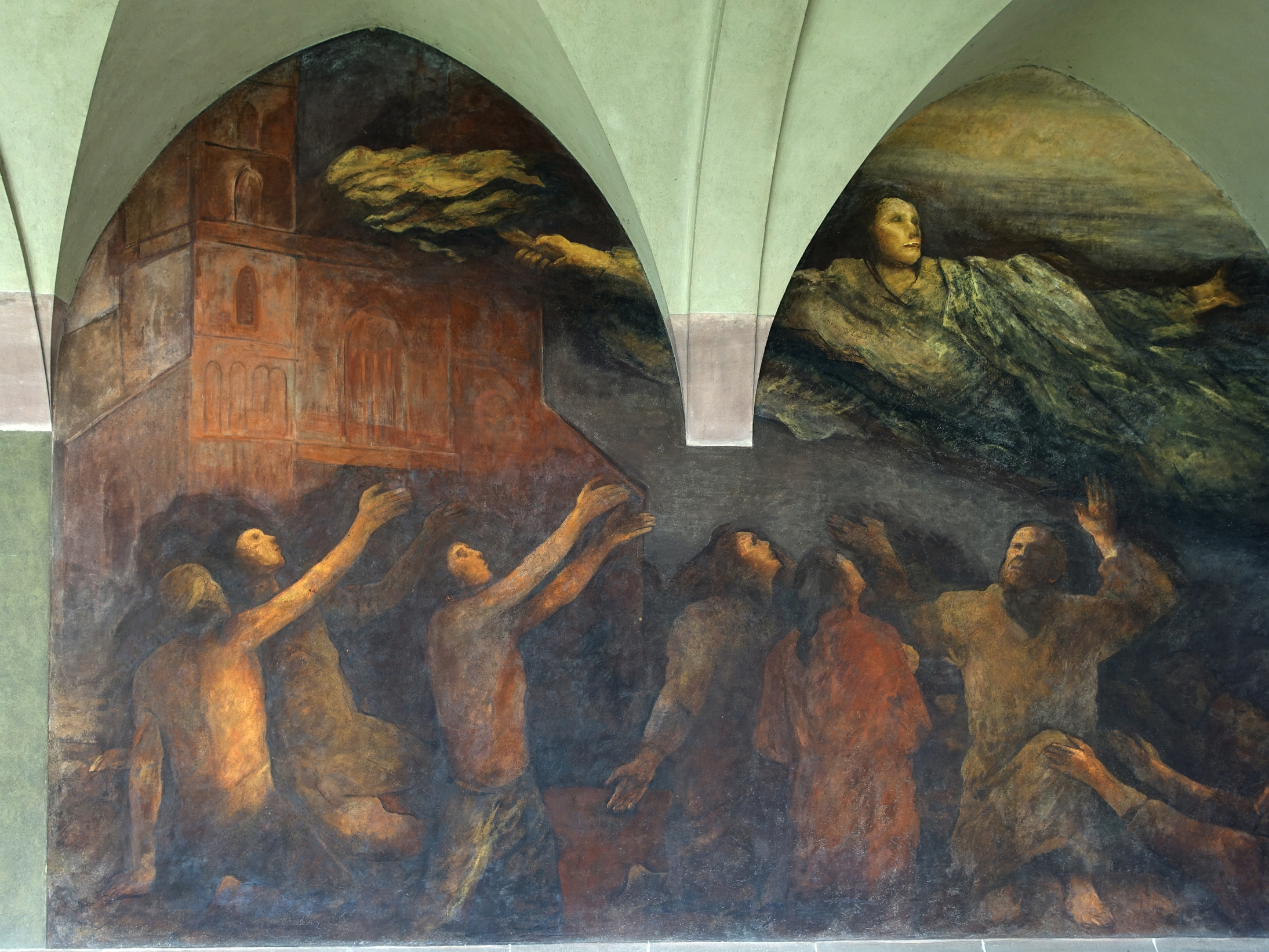
Der Lichtbringer. Wandbild im Kreuzgang
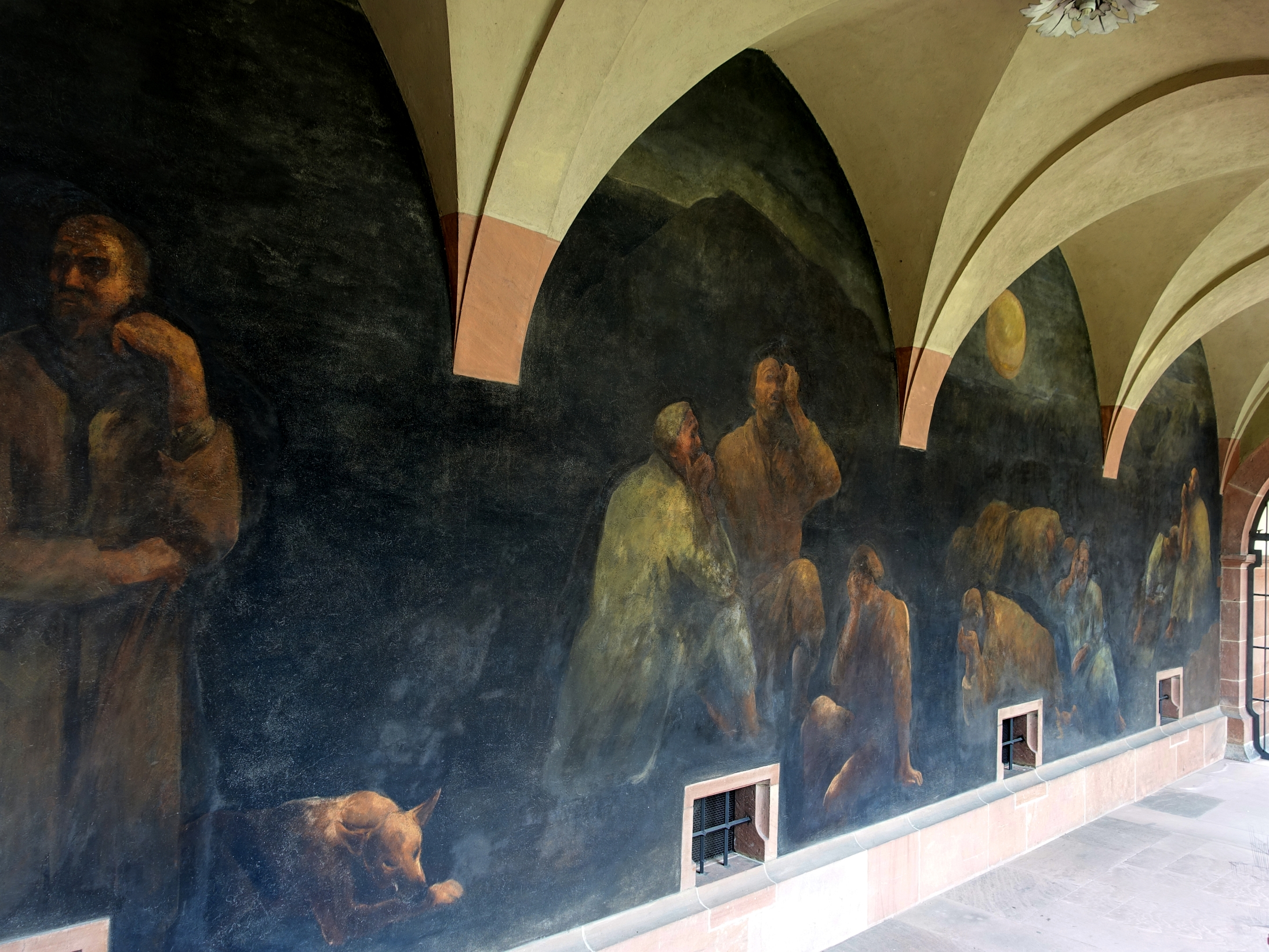
Die Wanderer. Wandbild im Kreuzgang
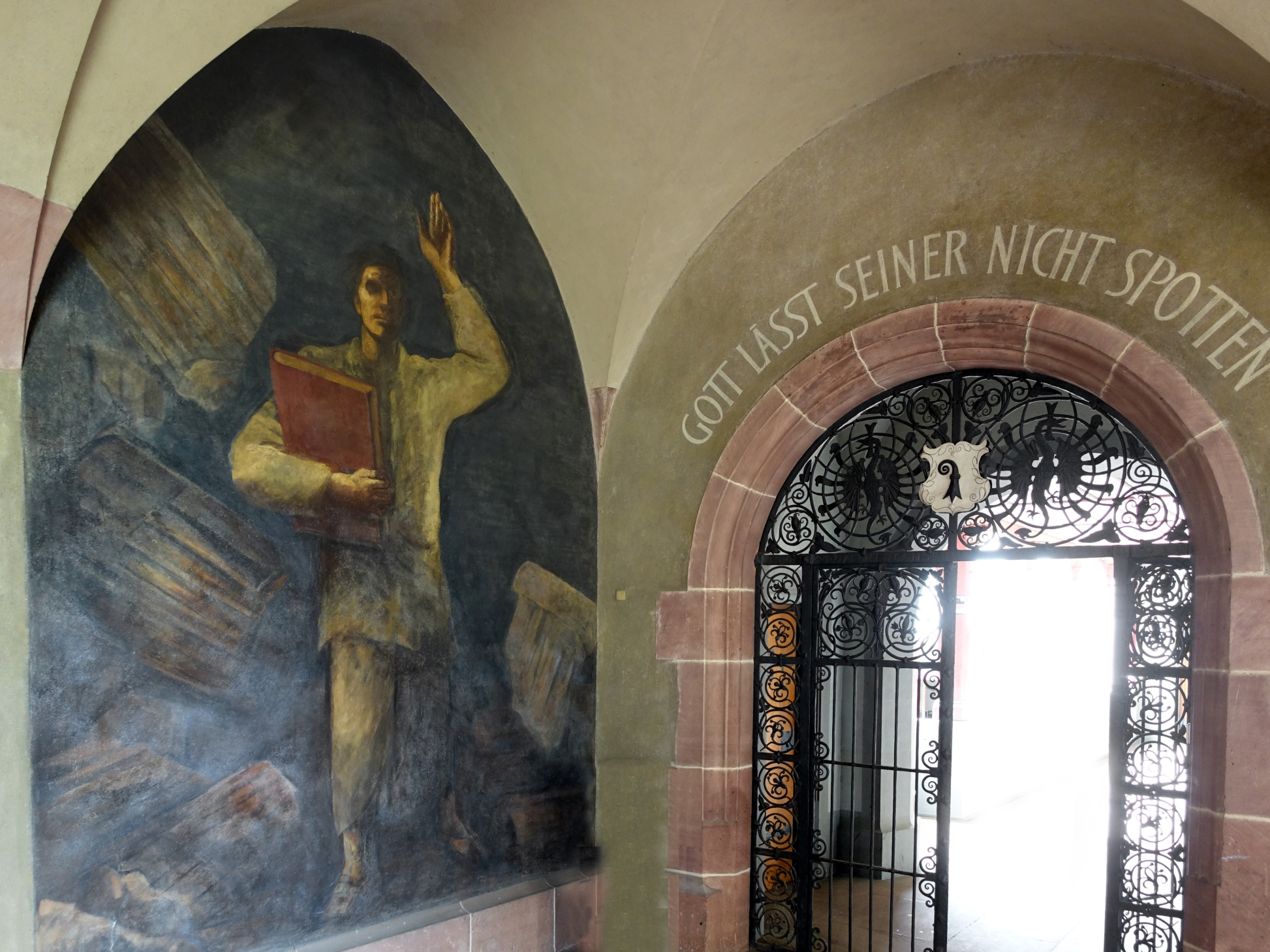
Der Künder. Wandbild im Kreuzgang
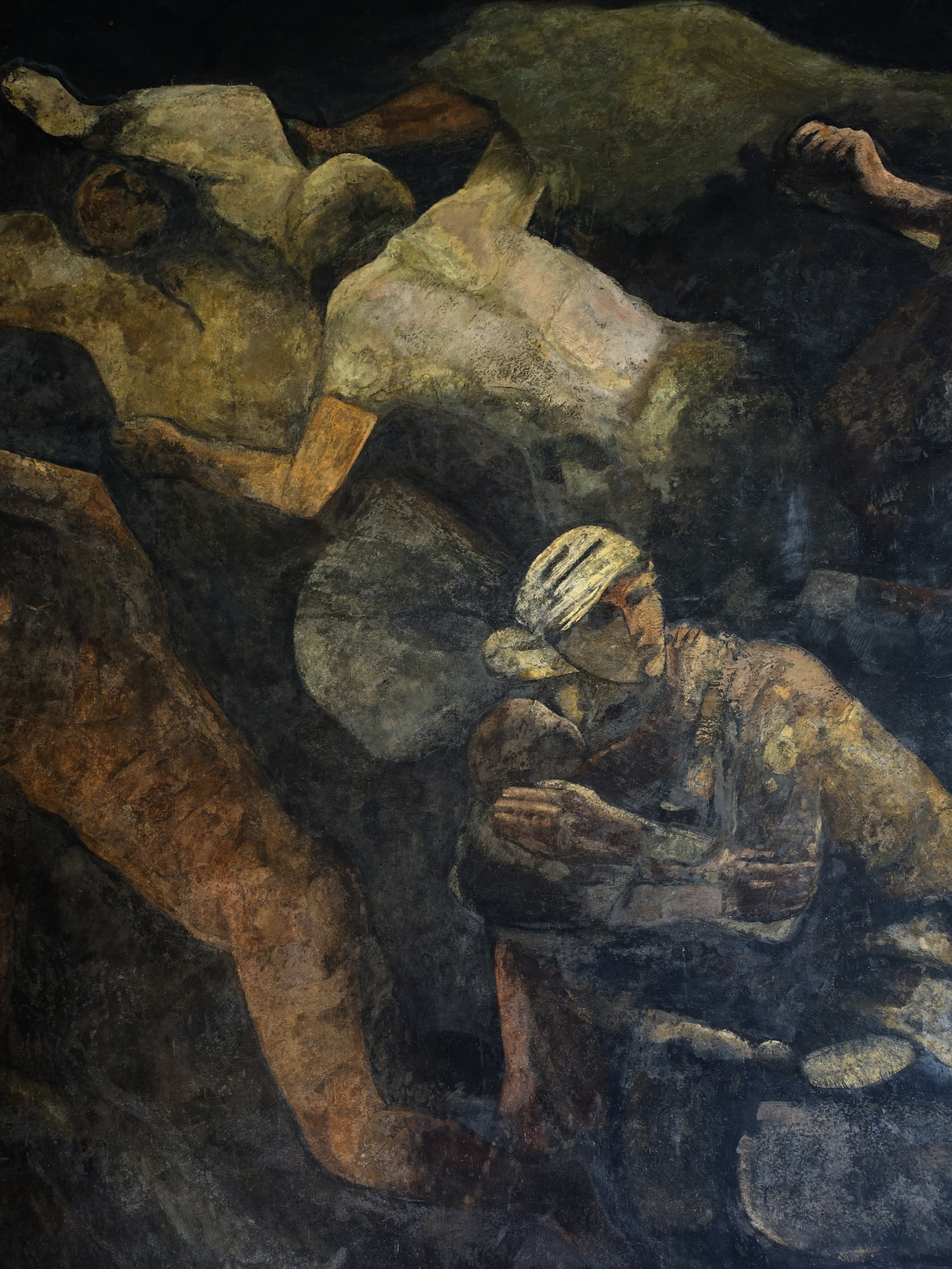
Detail. Die Unentwegten
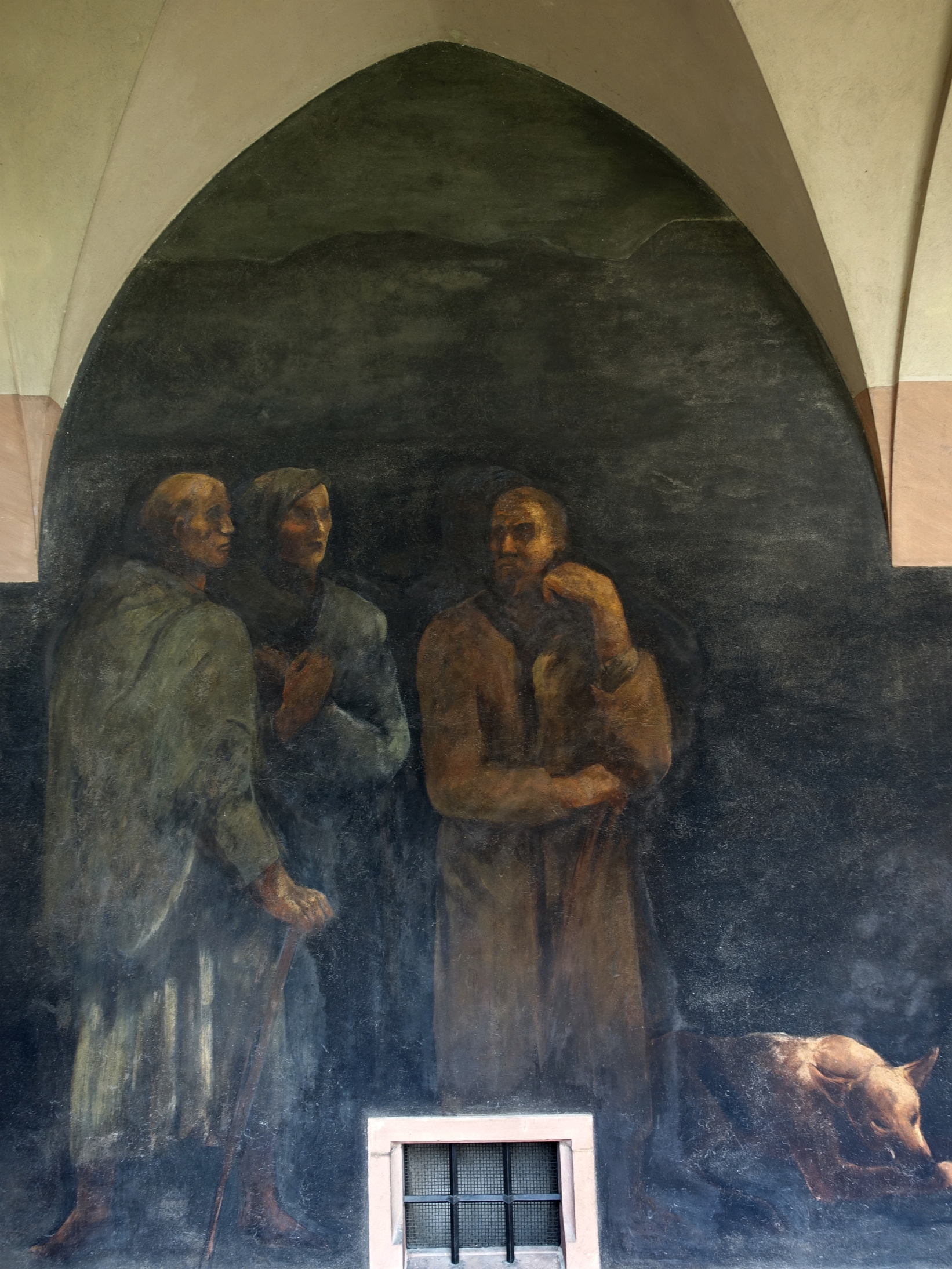
Detail Die Wanderer
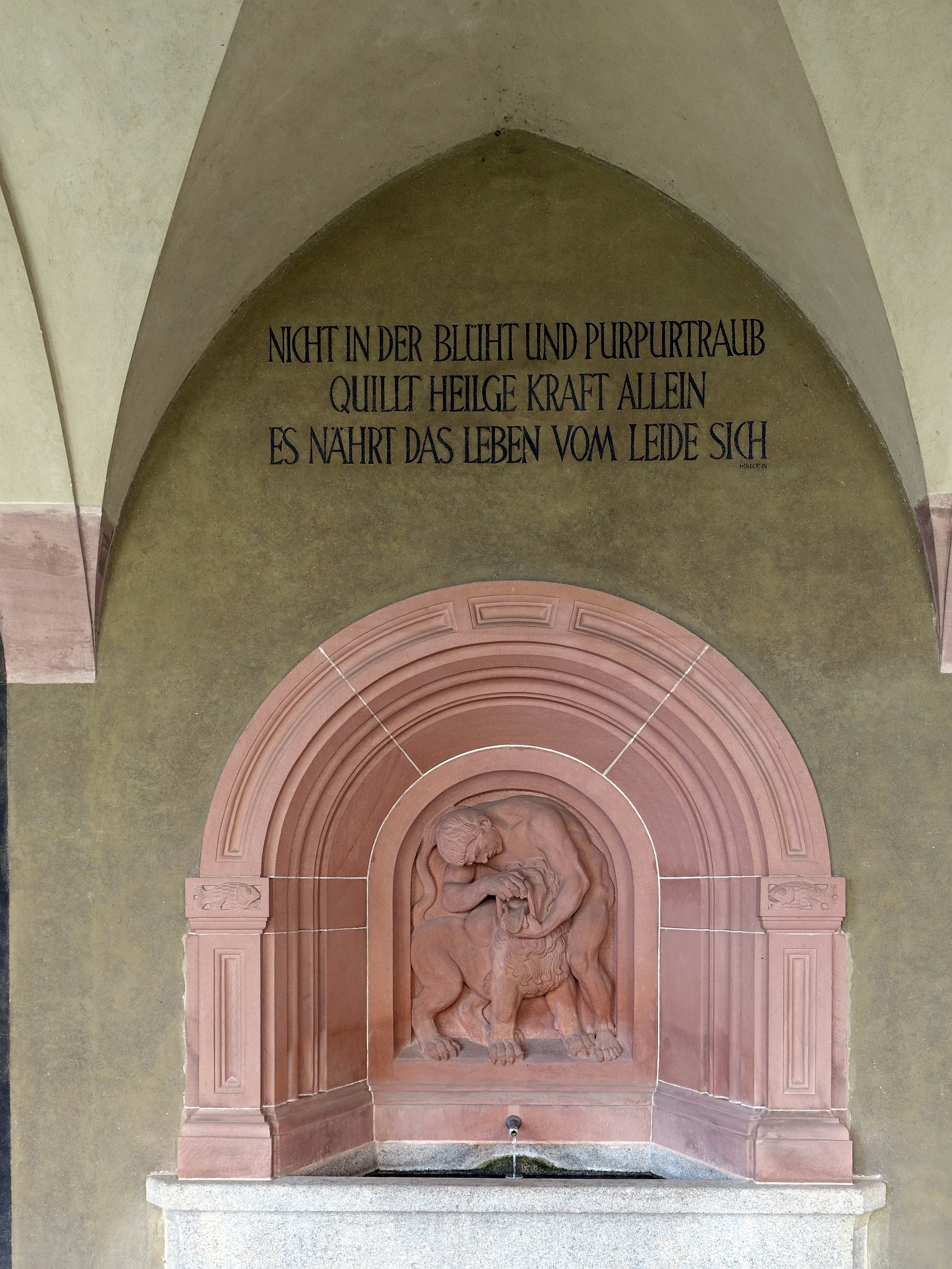
Brunnen im Kreuzgang
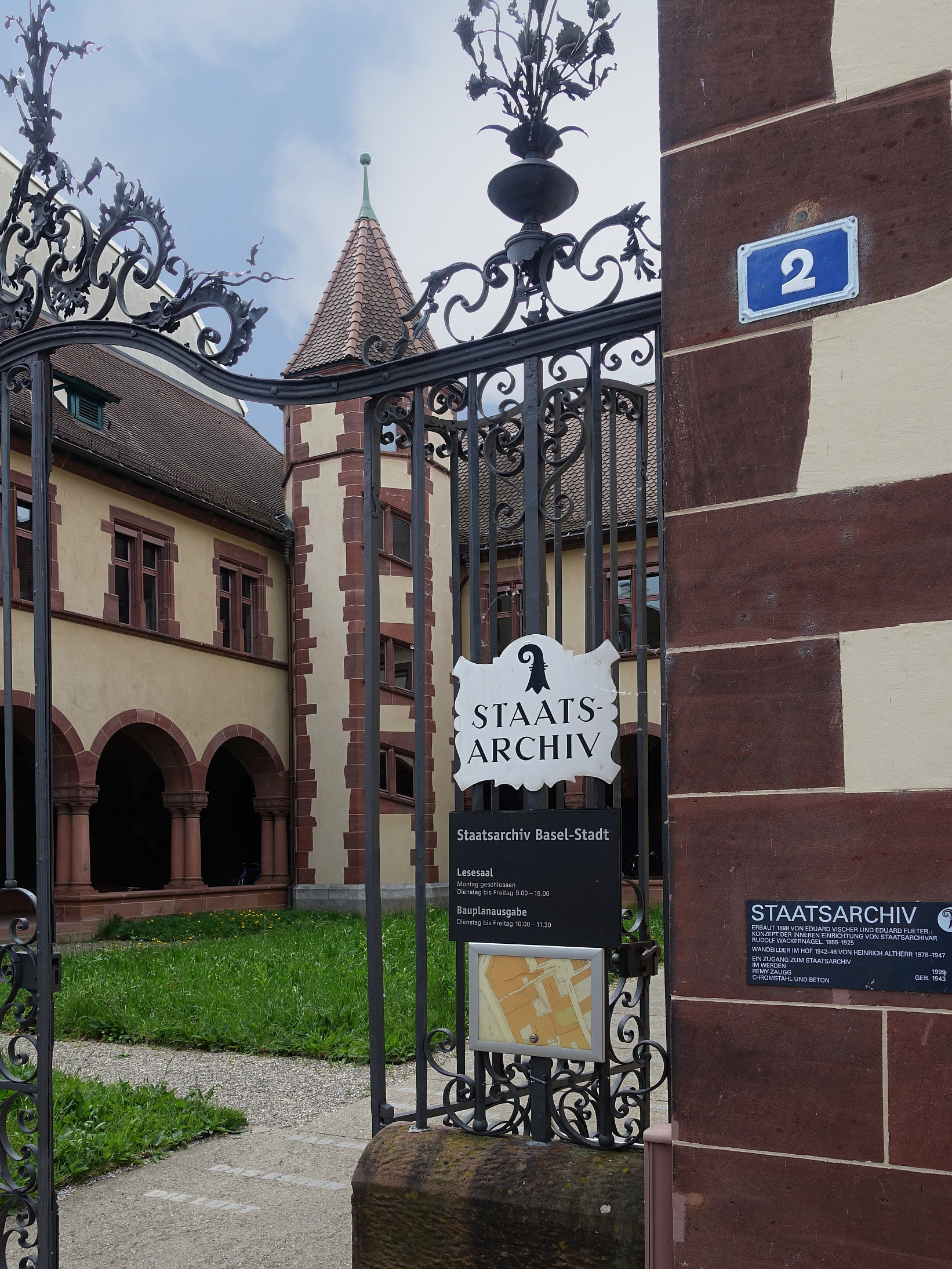
Staatsarchiv Basel-Stadt